# Gordon Lionel Gibson
Pour les articles homonymes, voir Gordon Gibson et Gibson.
Gordon Lionel Gibson (7 mars 1913-9 janvier 1997) est un homme politique canadien de la Colombie-Britannique. Il est député provincial créditiste de la circonscription britanno-colombienne de Delta d'une élection partielle en 1957 à 1960,.
Gibson meurt à Abbotsford en 1998 à l'âge de 84 ans.